# Jacopo Palma, o Jovem

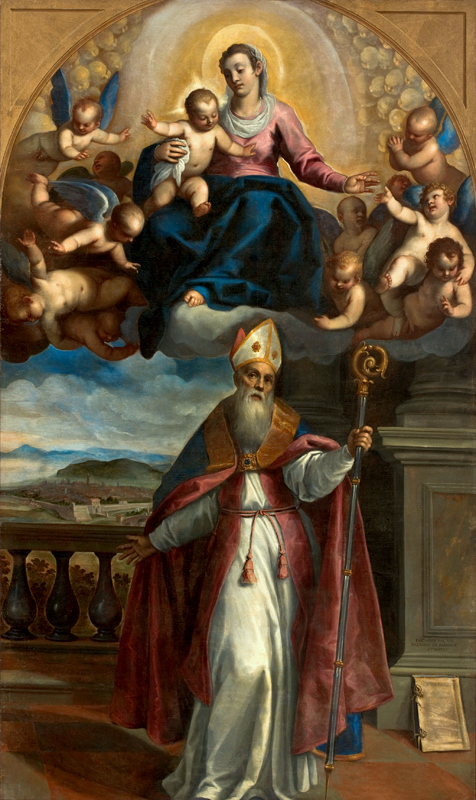
Aparição da Virgem com o Menino a Santo Ubaldo (1620). Pintura de Jacopo Palma, il Giovane (Museu de Arte de São Paulo, São Paulo).

Jacopo Negretti (Veneza, 1548 - 1628), também chamado Jacopo Palma, il Giovane (em português Palma, o Jovem), foi um pintor do Maneirismo italiano.
Sobrinho neto de Jacopo Palma, il Vecchio, Negretti inicia sua carreira em Urbino, trabalhando como copista de obras de Tiziano e Rafael para Guidobaldo II Della Rovere que o envia a Pesaro e em seguida a Roma, onde vive entre 1567 e 1575, em contato com o tardio Maneirismo florentino-romano de Michelangelo e dos Zuccari, Taddeo e Federico. Com os Della Rovere, o artista manterá uma privilegiada relação de proteção ao longo de sua vida.
Em Veneza, após a morte de Tiziano em 1576, Palma executa sua bem conhecida intervenção na inacabada Pietà do mestre, por quem cultiva uma profunda admiração. Tal devoção não o impede de sofrer sobremaneira a ascendência de Tintoretto, a partir da qual desenvolve uma pintura de compromisso com sua experiência romana.
O êxito de Palma em Veneza é de tal modo imediato que, já em 1578, os governantes da "Sereníssima" encomendam ao artista (então com apenas trinta anos) a decoração de três cenas da Sala del Maggior Consiglio, no Palazzo Ducale. Pintor favorito da Contra-Reforma em Veneza, Palma desenvolve ao longo de seus 80 anos uma intensa atividade, que tende entretanto a fixar-se em fórmulas convencionais durante a fase final de sua carreira, mantendo-se distante das inovações do Barroco.